# Dubravica (Zágráb megye)
 Dubravica  falu és község Horvátországban Zágráb megyében. Közigazgatásilag  Bobovec Rozganski, Donji Čemehovec, 
Kraj Gornji, Lugarski Breg, Lukavec Sutlanski, Pologi, Prosinec, Rozga  és Vučilčevo települések tartoznak hozzá.

## Fekvése
Zágrábtól 25 km-re északnyugatra a Szutla völgyében, a szlovén határ közelében  fekszik.

## Története
A falu nevét azokról a tölgyerdőkről kapta, melyek egykor az egész mai község területét borították. Dubravica községet 1926-ban alapították Kraljevec na Sutli község területének egy részéből. A község első székháza alkalmasabb épület hiányában Franjo Horvat-Čef családi házában kezdte meg működését. A községháza épülete csak 1935-ben épült meg. 1955-ben a községet az újjáalakított Zaprešić község területébe olvasztották, melyen belül Dubravica helyi közösség státuszával rendelkezett. Ez az állapot 1993-ig állt fenn, amikor a közigazgatási reform keretében az önkormányzatokat is újjászervezték és létrehozták a rövid életű Kupljenski Hruševec községet. Dubravica községet 1995. szeptember 22-én alapították meg újra.
A falunak 1857-ben 166, 1910-ben 237 lakosa volt. Trianon előtt Zágráb vármegye Zágrábi járásához tartozott. 2011-ben a falunak 123, a községnek összesen 1442 lakosa volt.

## Lakosság
| Lakosság változása | Lakosság változása | Lakosság változása | Lakosság változása | Lakosság változása | Lakosság változása | Lakosság változása | Lakosság változása | Lakosság változása | Lakosság változása | Lakosság változása | Lakosság változása | Lakosság változása | Lakosság változása | Lakosság változása | Lakosság változása |
| ------------------ | ------------------ | ------------------ | ------------------ | ------------------ | ------------------ | ------------------ | ------------------ | ------------------ | ------------------ | ------------------ | ------------------ | ------------------ | ------------------ | ------------------ | ------------------ |
| 1857               | 1869               | 1880               | 1890               | 1900               | 1910               | 1921               | 1931               | 1948               | 1953               | 1961               | 1971               | 1981               | 1991               | 2001               | 2011               |
| 166                | 195                | 182                | 194                | 219                | 237                | 239                | 240                | 206                | 202                | 176                | 177                | 167                | 148                | 141                | 123                |

## Nevezetességei
Védett épület a Štoos utca 10. szám alatti hagyományos építésű fa lakóház. A ház a falu központjában, a főút mentén egy hosszúkás telken található. A házon kívül, pajta és kút található rajta. Az 1908-ban épült, részben alápincézett, széles, deszkából épített ház kialakítása, anyagai, dekorációja, belső terei alapján Északnyugat-Horvátország egyik legértékesebb háza, mely tipológiailag a fejlettebb háromrészes házakhoz tartozik. Kialakítása a mezőgazdasági tevékenységgel kapcsolatos. Önkormányzattörténeti szempontból is jelentős, mert a házban működött 1926-1935 közötti időszakban a helyi önkormányzat.